# أنابينة سميثية
أنابينة سميثية (الاسم العلمي: Anabaena smithii) هي نوع من البكتيريا تتبع جنس الأنابينة من الفصيلة النوستكية.